# Kuvasjärvi
Kuvasjärvi är en sjö i Finland. Den ligger i kommunen Kangasniemi i landskapet Södra Savolax, i den södra delen av landet, 220 km norr om huvudstaden Helsingfors. Kuvasjärvi ligger 107,3 meter över havet. I omgivningarna runt Kuvasjärvi växer i huvudsak blandskog. Arean är 1,03 kvadratkilometer och strandlinjen är 7,46 kilometer lång. Sjön  ingår i Kymmene älvs huvudavrinningsområde. 